# Maria Pruszkowska
Maria Zofia Pruszkowska-Karwowska (ur. 21 marca 1910 w Częstochowie, zm. 30 kwietnia 1973 w Sopocie) – polska pisarka.

## Życiorys
Urodziła się w Częstochowie. Była córką Gustawa Teofila Pruszkowskiego, pochodzącego z rodziny ziemiańskiej, urzędnika Kolei Warszawsko-Wiedeńskiej. 
Z rodzicami przeprowadziła się do Warszawy, gdzie uczęszczała do Gimnazjum im. M. Konopnickiej; w 1930 zdała maturę. Kilka lat uczyła się w szkole tańca Tacjanny Wysockiej. W 1930 rozpoczęła pracę w magistracie m. st. Warszawy jako urzędniczka. Ukończyła studium społeczno-oświatowe Wolnej Wszechnicy Polskiej. W 1932 studiowała przez jeden semestr w Wyższej Szkole Dziennikarskiej. W 1934 wyszła za mąż za Witolda Karwowskiego, małżeństwo to zakończyło się rozwodem w 1936. Była szeregowym Ochotniczej Straży Pożarnej.
Podczas wojny Pruszkowska brała udział w Powstaniu Warszawskim, była w obozie pracy. W 1945 trafiła do Tczewa, a w 1950 do Sopotu, gdzie mieszkała najpierw przy ulicy Abrahama, a następnie przy ulicy Morskiej 7. Pracowała jako urzędniczka w dziale opieki społecznej i w referacie kultury Zarządu Miejskiego do 1952, potem w Państwowej Szkole Sztuk Plastycznych. Wreszcie, poważnie chora na reumatyzm, przeszła na rentę. Pochowana na cmentarzu katolickim w Sopocie (kwatera B4-G-9).

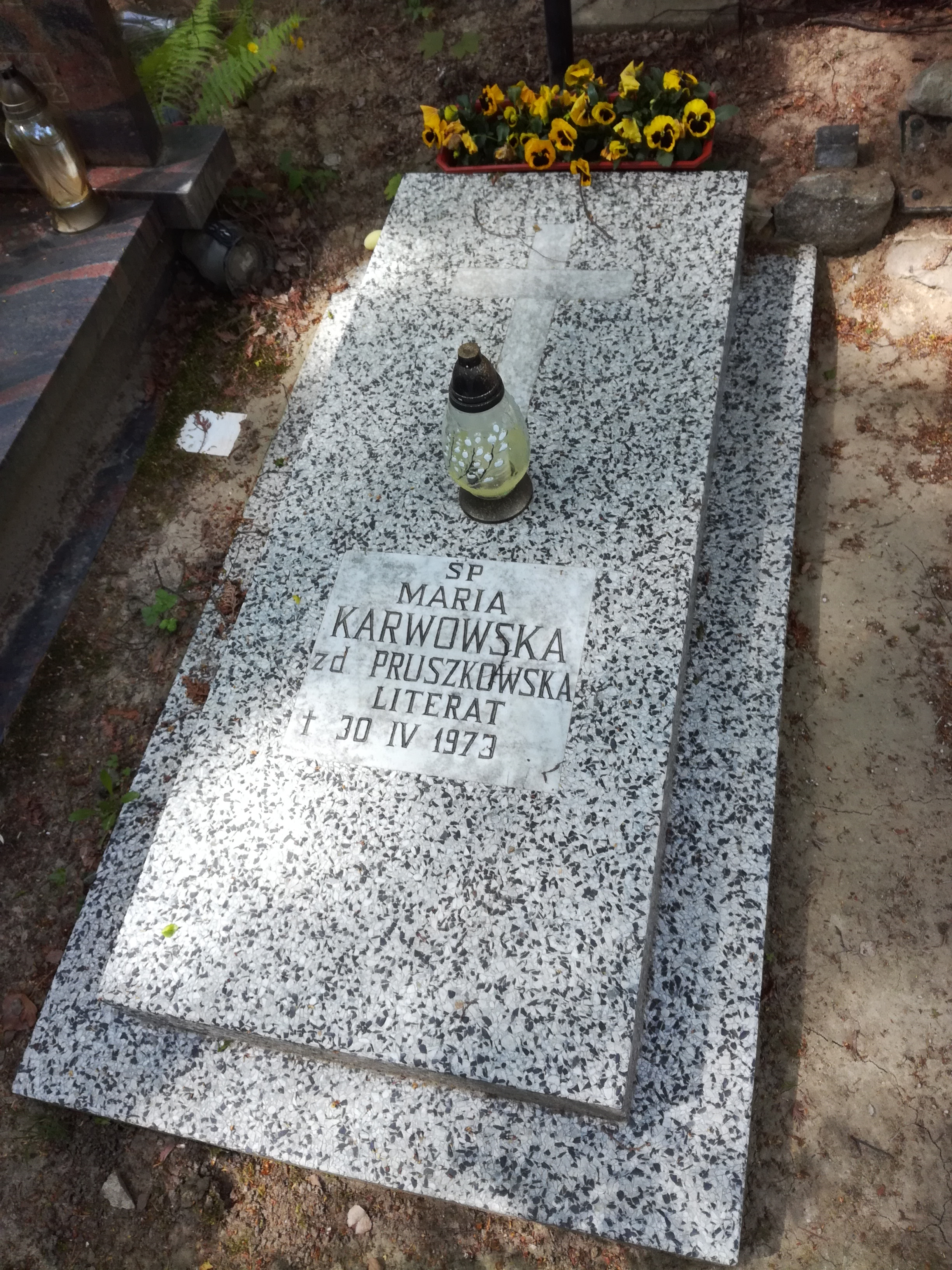
Grób Marii Pruszkowskiej-Karwowskiej na cmentarzu katolickim w Sopocie

## Twórczość
Debiutowała w 1957 w "Głosie Wybrzeża" (nr 311) opowiadaniem Cała załoga na pokład. Jej pierwszą powieść Przyślę panu list i klucz wydało w 1959 Wydawnictwo Morskie.

### Cykl "Przyślę panu list i klucz"
- "Przyślę panu list i klucz" (1959)
- "Życie nie jest romansem, ale..." (1964)
- "Piękne dni Aranjuezu" (1962)

### Inne
- "O dwóch Wikingach i jednej Wikingowej" (1961)
- "7 babek 1 dziadek" (1969)

### Wspólnie z Zofią Krippendorf
- "Głowy nie od parady" (1964)
- "Kapitanówna"